# Johann Ranftl (Historiker)
Johann Ranftl (geboren am 25. Dezember 1865 in Wundschuh-Gradenfeld, Steiermark; gestorben am 7. März 1937 in Graz) war ein österreichischer katholischer Priester und Lehrer sowie Kunst- und Literarhistoriker.

## Leben
Ranftl war der Sohn eines Schmiedemeisters. Er studierte von 1885 bis 1889 katholische Theologie an der Universität Graz. Im Jahr 1888 wurde er zum Priester der Diözese Seckau geweiht und war anschließend als Kaplan in der Pfarrkirche St. Andrä im Sausal, in Köflach und in Oberzeiring tätig. 1891 wurde er Präfekt des Grazer Knabenseminars. Von 1891 bis 1895 studierte er Germanistik, Klassische Philologie und Kunstgeschichte an der Universität Graz und wurde 1896 zum Dr. phil. promoviert. 1897 legte er die Lehramtsprüfung ab und lehrte seit 1898 als Professor am Knabenseminar in Graz. Im Jahr 1919 habilitierte er sich für Christliche Archäologie und Kunstgeschichte an der theologische Fakultät der Universität Graz und wurde 1925 außerordentlicher Professor. 1927 wurde er von der Grazer Universität zum Ehrendoktor der Theologie ernannt.
Ranftl gehörte der römischen Künstlerzunft an und war Obmann des Christlichen Kunstvereins der Diözese Seckau sowie Konservator der k.k. Zentralkommission für Denkmalpflege für die Umgebung von Graz. Er war zudem Mitglied des Vereins deutscher Philologen und Schulmänner. Neben seiner Lehrtätigkeit verfasste er wissenschaftliche Studien zur Kunstgeschichte und literaturwissenschaftliche Essays sowie Theater- und Buchbesprechungen. In Graz wohnte er in der Grabenstraße. Er wurde auf dem Friedhof St. Leonhard in Graz bestattet.

## Publikationen (Auswahl)
- Ludwig Tiecks Genoveva als romantische Dichtung betrachtet (= Grazer Studien zur deutschen Philologie. Band 6). Styria, Graz 1899 (archive.org).
- Über die Kunstanschauungen in Baldessar Castigliones „Cortegiano.“ In: Jahresbericht [des] Fürstbischöflichen Gymnasiums am Seckauer Diözesan-Knabenseminar in Graz Carolinum-Augustineum … Styria, Graz 1908, S. 8–48 (digital.bib-bvb.de).
- Kunsthistorische Studien. Styria, Graz 1910 (Als Herausgeber).
- Enrica von Handel-Mazzetti: Napoleon II. (nach Victor Hugo) und andere Dichtungen. Mit einer Einleitung von Johann Ranftl. K. W. Mecklenburg, Berlin 1912 (Textarchiv – Internet Archive).
- Johann Ranftl: Professor Gabriel Mitterstiller; ein Gedenkblatt fuer den ersten Amerikanisten in Oesterreich. Graz 1917.